# Sông Samara (Dnepr)
Sông Samara, sông Samar hay sông Samari (tiếng Ukraina: Самара) là một con sông chi lưu phía tả ngạn của sông Dnepr. Đầu nguồn của con sông này nằm không xa làng Marivka (huyện Oleksandrivsky, tỉnh Donetsk) trên sườn phía tây dãy đồi Donetsk. Nó chảy trong lãnh thổ ba tỉnh Donetsk, Kharkiv và Dnipropetrovsk và đổ vào sông Dnepr tại thành phố Dnipro, cách cửa sông Dnepr (biển Đen) khoảng 409 km về phía thượng nguồn, tạo thành tại nơi hợp lưu một hồ chứa nước gọi là hồ Lenin. Chiều dài của sông này theo các nguồn ước tính khác nhau là 311–320 km. Độ dốc 0,33 m/km. Lòng sông ngoằn ngoèo, nhưng trong khoảng 100 km cuối cùng thì khá thẳng. Độ rộng lòng sông cho tới khi có hợp lưu của sông Vovcha (Volchia) là 15–40 m, phía dưới mở rộng thành 40–80 m (tối đa đạt 300 m). Diện tích lưu vực khoảng 22.660 km². Thung lũng triền sông chủ yếu là hình thang, không đối xứng, trong các khu vực riêng biệt có thể không rõ ràng. Thung lũng triền sông mở rộng tới 2,5 – 12 km. Vùng bị ngập lụt nằm ở hai bờ, bề rộng đạt 3–4 km (có nơi tới 6 km). Tồn tại các lòng sông cổ. Lưu lượng trung bình đạt 17 m³/s (đo tại vị trí cách cửa sông 48 km). Nguồn nước nuôi hỗ hợp, chủ yếu là từ tuyết. Chế độ đóng băng không ổn định, bị đóng băng vào khoảng đầu tháng 12, kết thúc vào khoảng cuối tháng 3 năm sau. Đôi khi bị đông kết toàn bộ mặt. Ở thượng nguồn bị khô cạn vào cuối tháng 7 (trong những năm khô hạn có thể tới tận tháng 11), tạo ra các lạch sâu rời rạc.
Gần các làng Kohanovka và Kocherezki người ta đặt các trạm thủy văn. Tại thượng nguồn người ta xây dựng các đập ngăn nước. Dòng chảy được điều chỉnh bởi nhiều ставками và hồ chứa nước phục vụ cho các nhu cầu tưới tiêu, cấp nước và nghề cá. Trong sông này có các loài cá như cá chày châu Âu (Scardinius erythrophthalmus), cá lưới châu Âu (Leuciscus cephalus/Squalius cephalus), cá giếc (Carassius spp.), cá chó phương Bắc (Esox lucius), cá mè trắng (Hypophthalmichthys molitrix), cá nheo châu Âu (Silurus glanis). Trên bờ trái phía dưới nơi hợp lưu với sông Vovcha là rừng Samara — nơi có các nhà nghỉ, nhà điều dưỡng. Giao thông thủy có thể tới thành phố Novomoskovsk.

## Điểm dân cư
Các điểm dân cư xuôi dòng chảy bao gồm:
- Tỉnh Donetsk: Oleksandrivka.
- Tỉnh Dnipropetrovsk: Petropavlivka, Dmytrivka, Bohuslav, Pavlohrad, Hvardiyske, Cherkaske, Novomoskovsk, Pidhorodne, Dnipro.

## Chi lưu
- Tả ngạn: Vodyana, Gnilusha, Bik, Chaplina, Gnizdka, Kocherga, Vovcha (Volchia), Pischana, Pidpilna, Tatarka, Mayachka.
- Hữu ngạn: Opalikha, Velika Ternivka, Svidovok, Mala Ternivka, Vyazovok, Vilnyanka, Kilchen, Krimka, Bobrovka.